# Nocebo-Effekt
Der Nocebo-Effekt (von lateinisch nocebo ‚ich werde schaden‘, von nocere ‚schaden‘) ist – analog zum Placebo-Effekt (lateinisch placebo ‚ich werde gefallen‘) – eine negative gesundheitliche Wirkung nach Exposition durch ein Agens, z. B. durch ein Arzneimittel oder einen anderen äußeren Einfluss, ohne dass ein direkter und unmittelbarer kausaler Zusammenhang zwischen Agens und Wirkung zu bestehen scheint, wobei die Effekte meist auf psychologische Ursachen zurückgeführt werden. Im Gegensatz zur positiven Wirkung beim Placebo-Effekt sorgt beim Nocebo-Effekt allein die Erwartung negativer Folgen dafür, dass diese tatsächlich zu spüren sind. Der Nocebo-Effekt bezeichnet auch eine negative Reaktion auf eine die Gesundheit oder das Wohlbefinden nachhaltig beeinträchtigende Wirkung einer umweltverändernden Maßnahme.

## Definition
Entdeckt wurde der Nocebo-Effekt im Rahmen klinischer Tests von Arzneimitteln, als nach Verabreichung wirkstofffreier Präparate – so genannter Placebos – negative gesundheitliche, teilweise auch krank machende Auswirkungen auftraten. Wenn die negative Wirkung überwiegt, wird korrekterweise von einem Nocebo (statt Placebo) gesprochen. Im medizinwissenschaftlichen Sprachgebrauch werden heute im weiteren Sinne auch alle anderen Maßnahmen oder jegliche Einflussgrößen als Nocebo bezeichnet, die ohne naturwissenschaftlichen Nachweis einer spezifischen Wirkung eine negative Reaktion bewirken können. Auch kann sich ein Nocebo-Effekt zu anderweitig erklärbaren Negativwirkungen addieren.
Der Nocebo-Effekt – oft auch als negativer Placebo-Effekt bezeichnet – beruht, wie auch der Placebo-Effekt, unter anderem auf einer bestimmten Erwartungshaltung. Die Erwartungshaltung kann demnach auch unbewusst sein und auf Lernmechanismen wie z. B. Konditionierungen beruhen. So kann beim Patienten die Befürchtung aufgebaut werden, dass bestimmte äußere Einwirkungen „krank machen“. Diese Personen erkranken dann auch tatsächlich, beziehungsweise es können die entsprechenden Symptome bei ihnen beobachtet und auch gemessen werden. Einem anderen gängigen Erklärungsmodell zufolge handelt es sich dabei um eine negative selbsterfüllende Prophezeiung (self-fulfilling prophecy). Zu Auslösern oder Verstärkern gehören u. a. (Fehl-)Diagnosen von Ärzten oder ausführliche Erläuterungen zu möglichen Nebenwirkungen (z. B. bei wissenschaftlichen Studien oder in der oft langen Liste von Nebenwirkungen in der Gebrauchsinformation vieler Arzneimittel).

## Symptome
Die von den Betroffenen beklagten Nebenwirkungen sind meist Erkrankungen, denen im Allgemeinen ein hoher Grad an psychosomatischen Ursachen zugeschrieben wird. So äußert sich der Nocebo-Effekt üblicherweise durch subjektive Symptome, wie beispielsweise Übelkeit, Kopfschmerzen, Erschöpfung oder Benommenheit. Daneben sind allerdings auch objektive Symptome diagnostizierbar. Dies sind vor allem Hautausschlag, erhöhter Blutdruck und erhöhte Herzfrequenz. Diese Symptome können leicht und von vorübergehender Natur, aber auch chronisch und im Extremfall sogar letal sein. Der Nocebo-Effekt zeigt sich am deutlichsten in einer krankmachenden Angst vor eingebildeten Gefahren.
Nocebo-Symptome treten signifikant häufiger bei Frauen als bei Männern auf. Bei älteren Menschen ist die Wahrscheinlichkeit für das Auftreten des Nocebo-Effektes höher als bei Jüngeren.

## Mechanismen
Der dem Nocebo-Effekt zugrunde liegende psychische Mechanismus ist im Wesentlichen unbekannt. Nach dem gegenwärtigen Kenntnisstand spielen die Konditionierung und die Erwartungshaltung eine wesentliche Rolle.
Es lassen sich auch physiologische Komponenten im Zusammenhang mit dem Nocebo-Effekt identifizieren. Offensichtlich spielt bei psychisch bedingten Schmerzen der in der Darmschleimhaut gebildete Botenstoff Cholecystokinin (CCK) eine Rolle. Er löst im Gehirn eine Schmerzreaktion aus und hat auch bei Phobien eine entscheidende Funktion. Dieser durch Angst ausgelöste Botenstoff ist vermutlich dafür verantwortlich, dass bei einer Medikamenteneinnahme dann gehäuft Nebenwirkungen auftreten, wenn der Patient diese erwartet.

## Beispiele
Der Nocebo-Effekt lässt sich insbesondere in placebokontrollierten Doppelblind-Studien für die Neuzulassung von Medikamenten beobachten. In diesen Studien werden alle Patienten über mögliche zu erwartende Nebenwirkungen des Wirkstoffes informiert – unabhängig davon, ob sie diesen Wirkstoff oder ein Placebo erhalten. Etwa ein Viertel der Placebo-Empfänger klagt dann über die entsprechenden, ihnen zuvor erläuterten Nebenwirkungen. Ein Beispiel ist das Auftreten einer Hypervagotonie, die sich in einer Doppelblindstudie eines Calciumantagonisten bei Patienten durch Herzrhythmusstörungen manifestierte, obwohl diese nur das Placebo erhalten hatten.
In einer anderen Studie klagten 19 Prozent der Probanden, welche das Placebo in einer placebokontrollierten Doppelblind-Studie mit insgesamt 109 gesunden Probanden erhalten hatten, über Nebenwirkungen. In einer früheren Studie, in welcher 67 placebokontrollierte klinische Studien ausgewertet wurden, klagten durchschnittlich 23 Prozent der Probanden, die nur das Placebo erhalten hatten, über mindestens eine störende Nebenwirkung. Der Anteil an Probanden, der nach Einnahme des Placebos über Nebenwirkungen klagt, hat eine erheblich höhere Inzidenz von 27 bis 71 Prozent, wenn sie nach den Nebenwirkungen befragt werden.
So wie zur Beurteilung der Wirkung eines Medikamentes in einer placebokontrollierten Doppelblind-Studie der Placebo-Effekt der Kontrollgruppe von der Wirkung des eigentlichen Wirkstoffes subtrahiert wird, kann der Nocebo-Effekt der Kontrollgruppe zur Ermittlung der eigentlichen Nebenwirkungen des Wirkstoffes prinzipiell ebenfalls subtrahiert werden.
Der Nocebo-Effekt soll nach Hypothesen – über die aber kein aktueller wissenschaftlicher Konsens besteht – auch eine Rolle bei negativen Wahrnehmungen im Zusammenhang mit Funkmasten („Elektrosmog“) oder Atomkraftwerken spielen.
Der Nocebo-Effekt kann auch bei Tieren beobachtet werden.
Ein signifikanter Anteil von Probanden klagt nach simulierten Auffahrunfällen, bei denen der Pkw nur vermeintlich beschleunigt wurde, über Beschwerden im Bereich der Halswirbelsäule, die mehrere Tage andauern können. Offensichtlich erwartet man Schmerzen und sie stellen sich auch ein.

### Beispiele aus klinischen Studien

#### Framingham-Herz-Studie
In der sehr breit und über Generationen angelegten Framingham-Herz-Studie des United States Public Health Service wurde festgestellt, dass Frauen, die von sich sagten, dass sie eher als andere Frauen an Herzkrankheiten erkranken, über einen Beobachtungszeitraum von 20 Jahren tatsächlich fast die vierfache Wahrscheinlichkeit zeigten, einen Herzinfarkt oder plötzlichen Herztod zu erleiden – auch wenn die Ergebnisse mit den Variablen Tabakkonsum, hoher Blutdruck und hoher Cholesterolwert korrigiert wurden.

#### Chemotherapie
Ein Beispiel für die Konditionierung beziehungsweise den Einfluss psychologischer Faktoren ist, dass sich bei Patienten, die eine Chemotherapie gegen Brustkrebs erhalten, eine profunde Übelkeit (Nausea) einstellen kann, wenn sie einen Raum betreten, der die gleiche Farbe wie der Infusionsraum hat, in dem sie die Chemotherapie erhielten. In einer Studie war dies bei einem Drittel der Patienten der Fall.

#### Nahrungsmittelallergie
Patienten, die über eine Nahrungsmittelallergie klagten, erhielten in einer Doppelblindstudie Injektionen von Kochsalzlösung, die ihnen – bewusst falsch – als Allergen beschrieben wurde. Ein Viertel dieser Patienten zeigte nach der Injektion allergische Reaktionen.

#### Nebenwirkungen auf Arzneimittel
In Italien wurde 2004 eine groß angelegte Studie mit insgesamt 600 Patienten durchgeführt, die zuvor über unerwünschte Arzneimittelwirkungen (Nebenwirkungen) bei der Einnahme von Arzneimitteln klagten. Ein Teil der Patienten erhielt ein Placebo, der andere Teil einen Wirkstoff, jeweils oral verabreicht. In der Gruppe, die das Placebo erhielt, stellte sich bei 27 % der Patienten der Nocebo-Effekt ein. Eine spätere Studie kommt zu ähnlichen Resultaten, allerdings mit einer deutlich niedrigeren Häufigkeit (drei Prozent).

#### Corona-Impfungen
Ein großer Teil der leichten Impfreaktionen bei den Corona-Impfungen könnte einer im Fachmagazin JAMA Network Open veröffentlichten Studie zufolge auf den Nocebo-Effekt zurückgehen und irrtümlich empfunden sein. Rund drei Viertel der Patientenmeldungen zu den ganzen Körper betreffenden Reaktionen nach der ersten Impfdosis und etwa die Hälfte der Meldungen wahrgenommener Folgen nach der zweiten Impfdosis ließen sich darauf zurückführen.
Bei den Placebo-kontrollierten Testimpfungen klagte ein Drittel der Versuchspersonen, die lediglich Kochsalz injiziert bekommen hatten, über Kopfschmerzen und andere Auswirkungen am ganzen Körper.

### Kopfschmerzen durch nicht vorhandene elektrische Ströme
In einer Studie aus den frühen 1980er Jahren wurde an 34 Studenten das folgende Experiment durchgeführt: Den Studenten wurde gesagt, dass ein elektrischer Strom durch ihren Kopf geschickt würde und dass es dabei zu Kopfschmerzen kommen könne. Ohne jeden Stromfluss klagten mehr als zwei Drittel der Studenten über Kopfschmerzen.
1993 wurde eine ähnliche Studie veröffentlicht. 99 Probanden wurden unterhalb des Auges an zwei Elektroden angeschlossen, die mit einem Gerät mit der Aufschrift „Schock-Generator“ verbunden waren. Den Probanden wurde erläutert, dass ein nicht messbarer Strom durch ihren Kopf geleitet werde. In Wirklichkeit erzeugte das Gerät jedoch nur einen beim Hochschalten lauter werdenden Ton. Das Ergebnis:
- 25 Probanden klagten über Schmerzen
- weitere 23 Probanden hatten punktuelle Schmerzen, verneinten aber ein Schmerzerleben bei nachträglicher Befragung
- 3 Probanden hatten andere Empfindungen wie Mundtrockenheit oder Verspannung im Nacken
- 7 Probanden hatten Schmerzen nur im Bereich der Elektroden
- 7 Probanden hatten Schmerzen im erweiterten Elektrodenbereich
- 11 Probanden hatten Schmerzen im Elektroden- und anderen Bereichen
- 28 Probanden hatten Schmerzen in anderen Bereichen des Kopfes[39]

### Elektrosmog
In einer über drei Jahre dauernden Studie der Universität Essex nahmen 44 Personen teil, die über gesundheitliche Beschwerden durch die Nähe von Mobilfunksendern klagten, sowie 114 Personen, die noch nie negative Auswirkungen durch Mobilfunk an sich bemerkt hatten. In einem Labor wurden diese Personen in verschiedenen Experimenten elektromagnetischen Strahlen mit Frequenzen im GSM- und UMTS-Bereich ausgesetzt.
In der Doppelblindstudie wurde den Versuchsteilnehmern gesagt, dass eine Antenne mit der entsprechenden Strahlung für 50 Minuten in Betrieb sei. Die Probanden, die sich für strahlungssensibel hielten (aus der Gruppe der 44), klagten anschließend über Übelkeit, Kopfschmerzen oder grippeähnliche Symptome. Ebenso konnten die Ärzte bei den Betroffenen Änderungen der Herzfrequenz und der Hautfeuchtigkeit messen. Diese subjektiv empfundenen Beschwerden und messbaren Symptome waren allerdings ganz unabhängig davon, ob die Antenne tatsächlich in Betrieb war oder nicht. Zwölf Personen mussten wegen massiver gesundheitlicher Beschwerden den Test beenden.

### Windkraftanlagen und Infraschall
Im Bereich von Windkraftanlagen wird Infraschall als Auslöser verschiedener Krankheiten vermutet, jedoch ohne tatsächlich möglichen Nachweis hierfür. Doppelblindstudien ergaben, dass gleichartige Symptome sowohl bei tatsächlicher Beschallung als auch durch bloße Einbildung ohne tatsächliche Infraschallexposition ausgelöst werden konnten, wenn die Testteilnehmer durch zuvor erfolgte Beeinflussung Symptome erwarteten. Personen, die keine negativen Einflüsse durch Infraschall erwarteten, bildeten dagegen bei dem Experiment keine Symptome aus.

### Voodoo-Fluch
Ein Beispiel für einen extremen Nocebo-Effekt sind Todesurteile, die von Voodoopriestern verhängt werden. Dabei wird vermutet, dass die Opfer in ihrem Glauben vor Resignation und Angst erkranken und letztlich auch wirklich sterben.

### Suizidversuch mit Placebos
Das Nocebophänomen ist nicht so gut untersucht wie die Placebo-Effekte. Es scheint jedoch über die gleichen Wirkmechanismen „Erwartung“ und „Konditionierung“ ausgelöst zu werden. Aufsehenerregend ist ein Fallbericht eines Studenten, der in einem Suizidversuch einen kompletten Monatsvorrat eines Medikaments einnahm, an das er durch die Teilnahme an einer Medikamentenstudie gelangt war. Er kam in ärztliche Behandlung, und obwohl es sich bei dem Medikament nur um Placebotabletten handelte, war sein Zustand kritisch. Erst nachdem er von der wahren Natur der Tabletten erfuhr, normalisierten sich seine Werte wieder.

### Epidemische Hysterien
Zeigt eine einzelne Person deutliche Symptome einer Erkrankung, so wird dies von ihrem sozialen Umfeld wahrgenommen. Dies führt zu Anteilnahme und unter Umständen zu einer Übertragung der Symptome auf das Umfeld. In extremen Fällen kann daraus eine Massenhysterie entstehen. Ein Beispiel ist die Arjenyattah-Epidemie, die 1983 im Westjordanland auftrat und deren Ursache im Wesentlichen dem Nocebo-Effekt zugeschrieben werden kann. Ein ähnliches Phänomen war der „Morbus Mohl“.

### Tierversuch
In einem klassischen Tierversuch zur Hypothese der Konditionierung nach Pawlow wurde Ratten mit Saccharin versetztes Trinkwasser gegeben, bevor sie Cyclophosphamid injiziert bekamen. Cyclophosphamid bewirkt unter anderem eine Immunsuppression. Zur Überraschung der Experimentatoren hatte nach der Konditionierungsphase das Saccharin allein eine immunsuppressive Wirkung.

## Problematik
So wie der Placeboanteil sich bei einer Verumbehandlung zur positiven Gesamtwirkung eines Medikamentes addiert, so ist der Nocebo-Effekt für einen nicht geringen Teil der unerwünschten Wirkungen von Arzneimitteln (Nebenwirkungen) verantwortlich. Ausgesprochen problematisch kann in diesem Zusammenhang das ausführliche Studium der Packungsbeilage von Medikamenten oder ein Gespräch mit dem Arzt oder Apotheker über Begleiterscheinungen sein. Insbesondere sensible oder depressive Menschen malen sich dabei oft die schlimmsten Szenarien aus.
Der Nocebo-Effekt stellt für das Gesundheitssystem, und damit für die Volkswirtschaft, einen beträchtlichen Kostenfaktor dar. Nach einer Studie der University of Arizona betrugen 1995 alleine in den Vereinigten Staaten die Kosten für durch Arzneimittel bedingte Nebenwirkungen geschätzte 76,6 Milliarden US-Dollar. Ein erheblicher, derzeit nicht zu beziffernder Anteil wird dabei vom Nocebo-Effekt verursacht. Im Labor wurden bislang allerdings allein psychosomatische Symptome (Kopfschmerzen, Übelkeit) aufgrund des Nocebo-Effektes zweifelsfrei nachgewiesen.

## Geschichte
Der Begriff Nocebo wurde 1961 von Walter P. Kennedy geprägt und ist erheblich weniger bekannt als der Placebo-Effekt.
Während über den Placebo-Effekt sehr viel veröffentlicht wurde und wird, gibt es beim Nocebo-Effekt signifikant weniger Literatur und wissenschaftliche Studien. Das wissenschaftliche Interesse hat seit dem Jahr 2000 deutlich zugenommen. In PubMed fanden sich bis zum 19. Februar 2009 insgesamt 99 Veröffentlichungen mit dem Schlüsselwort «Nocebo». Davon waren 72 nach 2000 veröffentlicht und lediglich 10 vor 1990.
Klinische Studien gibt es nur sehr eingeschränkt. Einer der Gründe hierfür ist, dass es ethisch schwer vertretbar ist, Krankheiten bei gesunden Personen über den Nocebo-Effekt zu induzieren.
Drei Viertel aller Patienten in den USA kannten im Jahr 2001 den Nocebo-Effekt nicht, beziehungsweise sind sich dessen nicht bewusst. Ähnlich hoch ist der Anteil bei den Beschäftigten im Gesundheitswesen.